# Giovanni Cracco
Giovanni Cracco (Novale, 27 aprile 1913 – El Borj, 11 aprile 1943) è stato un militare italiano, decorato di medaglia d'oro al valor militare alla memoria nel corso della seconda guerra mondiale.

## Biografia
Nacque a Novale, provincia di Vicenza, il 27 aprile 1913, figlio di Achille e di Lucia Pretto. Mentre esercitava il mestiere di meccanico tornitore nell'aprile 1934 fu chiamato a prestare servizio militare di leva nel Regio Esercito ed assegnato al Reggimento carri armati. Trattenuto in servizio e promosso caporale, partiva per la Libia nell'aprile del 1936 con il II Battaglione carri mobilitato, rientrando in Italia il 25 agosto dello stesso anno per essere posto in congedo. Nel settembre 1939 é richiamato in servizio attivo dal 4° Centro automobilistico di Bolzano, e nel dicembre 1940 e assegnato in servizio al 1º Reggimento fanteria carrista. Due anni dopo partiva per la Tunisia, per via aerea, destinato al 31º Reggimento carri della 131ª Divisione corazzata "Centauro".
Morì nell'aprile 1943 su un carro M/41, a causa delle ferite riportate in combattimento in Tunisia negli scontri con le forze armate statunitensi e britanniche alla fine della campagna di Tunisia. I suoi resti riposano al sacrario dei caduti d'oltremare di Bari.
Gli è stata intitolata la scuola elementare del paese natale, dove ogni anno viene ricordato con una Messa e la deposizione di una corona di fiori. Il battaglione carri del 31º Reggimento carri è stato intitolato alla sua memoria 1º Battaglione carri “M.O. Cracco”.

### Annotazioni
1. ↑  L'equipaggio del carro M14/41 (RE 3625) appartenente all'8ª Compagnia del XV Battaglione carri, era così composto: capocarro, sottotenente Carlo Bastini; pilota, carrista Nicodemo Malavolta (caduto in battaglia); mitragliere/marconista, carrista Mario Bertone (caduto in battaglia); servente caporale Giovanni Cracco (caduto in battaglia).

### Fonti
1. ↑  Gruppo Medaglie d'Oro al Valore Militare 1965, p. 238.
2. 1 2 3 4 5 6  Combattenti Liberazione.
3. ↑  Quirinale - scheda - visto 4 marzo 2009
4. ↑  Registrato alla Corte dei conti il 3 luglio 1947, Esercito registro 15, foglio 103.